# Iglesia de Santa Catalina (Riga)
La Iglesia de Santa Catalina (en letón: Svētās Katrīnas Romas katoļu baznīca) es el nombre que recibe una antigua iglesia católica en Riga la capital del país europeo de Letonia. Se encontraba en la calle 9/11 Šķūņu.
La historia de la iglesia está vinculada a un monasterio franciscano. El monasterio masculino fue fundado en Riga en 1258, y fue nombrado en honor a Santa Catalina. 
Se cree que la iglesia fue construida en el siglo XIII alrededor del año de 1279, pero solo tiene evidencia circunstancial. Los primeros documentos oficiales que se refieren a la Iglesia de Santa Catalina son del año 1312. Otras fuentes indican que la iglesia fue construida en el siglo XV. 
Durante los siglos XIV y XV sufrió cambios. Después de la Reforma protestante, la iglesia fue cerrada y parcialmente demolida en 1526. Es solo hasta el siglo XX que fueron descubiertos varios elementos antiguos de la iglesia. Fue colocada una placa en el lugar que marca el sitio donde se encontraba.